# Mimí Lazo
Ana María Mercedes Lazo Domínguez, conocida artísticamente como Mimí Lazo, (Caracas, 23 de noviembre de 1954) es una actriz y productora de cine, televisión y teatro venezolana.

## Biografía
Mimi Lazo inició su formación actoral en el Taller del Actor dirigido por Enrique Porte, luego ingresó al Taller Actoral Permanente del reconocido director Juan Carlos Gené, a quién Mimí reconoce como uno de sus grandes maestros. También estudió artes escénicas en Italia y en el reconocido instituto estadounidense Actors Studio de la ciudad de Nueva York.
Comenzó su carrera en el teatro venezolano realizando adaptaciones de obras de teatro de William Shakespeare, como Noche de Reyes, Una visión desde el Puente, entre otras. En televisión debuta en 1976 a través de la telenovela Carolina de RCTV. 
En 1979 hizo un polémico debut en el cine venezolano con la película El pez que fuma, producido por el cineasta Román Chalbaud. Dicha participación, le valió gran cantidad de críticas, por haber realizado una escena desnuda en una película dirigida a un mercado que aún no estaba preparado. Debido a ello, emigra por unos años en Roma.
En 1985 formó parte del elenco inaugural de la Compañía Nacional de Teatro dirigida por el laureado dramaturgo venezolano Isaac Chocrón.
En 1995 fue considerada una de las mejores actrices de América Latina por Variety y Style, junto a Salma Hayek y María Conchita Alonso. En 1996, logra su papel teatral más relevante al protagonizar el monólogo El aplauso va por dentro de Mónica Montañés, con el que ha realizado una gira a lo largo de América del Sur y Europa.
Desde 1997 pasa a actuar mayormente en la telenovelas de Venevisión, donde asume destacados papeles en su carrera, como Gladis López en Voltea pa' que te enamores en 2006, y el papel protagónico de la telenovela ¿Vieja yo? de 2008 como Margot Batalla de Ramírez, y como villana en Corazón esmeralda en 2014.
En el 2000, hizo su primer debut en el cine internacional con cine independiente, Just for the Time Being, junto con Eva Herzigová y Patrick O'Neil. En el 2001 protagoniza junto a María Conchita Alonso la pieza Antidivas, y en 2005 estrena en Caracas la obra No seré Feliz, pero tengo marido de Viviana Gómez Thorpe, que la mantuvo dieciocho meses sobre las tablas, con una asistencia que sobrepasó los ciento treinta mil espectadores. Ha recibido numerosos premios en festivales de cine y teatro, tanto en su país natal como en el extranjero. 
En el 2017 formó parte del reality show de la cadena hispana Estrella TV, Rica Famosa Latina, en su quinta temporada, donde compartió créditos con Niurka Marcos, Scarlet Ortiz, Sandra Vidal, Ninett Ríos, Luzelba Mansour y Patricia De León.
En mayo de 2023 se integra a la serie Dramáticas, una producción de Hispanomedios en conjunto con Venevisión, lo que marca su regreso a la televisión tras estar 9 años alejada.

## Carrera

### Televisión
| Año       | Título                             | Productora              | Personaje                                           |
| --------- | ---------------------------------- | ----------------------- | --------------------------------------------------- |
| 1976      | Carolina                           | RCTV                    | Nurbia                                              |
| 1982      | Rosa de la Calle                   | VTV                     | Rosalía Álamo                                       |
| 1984      | La Salvaje                         | RCTV                    | Johanna                                             |
| 1986      | Amor prohibido                     | Telefe                  | Elvira                                              |
| 1987      | Mi nombre es amor                  | Venevisión              | Alejandra                                           |
| 1988      | Intermezzo                         | VTV                     | Nina                                                |
| 1989      | La pasión de Teresa                | RCTV                    | Sabrina Carvajal                                    |
| 1990      | De mujeres                         | RCTV                    | Antonieta                                           |
| 1995      | El desafío                         | RCTV                    | Cristina San Vicente                                |
| 1997      | Contra viento y marea              | Venevisión              | Josefina "Doña José" Montilla Vda. de Borges        |
| 1998      | El país de las mujeres             | Venevisión              | Ella misma                                          |
| 1999      | Toda mujer                         | Venevisión              | Celia Martínez Guerrero / Cecilia Martínez Guerrero |
| 2001      | Guerra de mujeres                  | Venevisión              | Briggite "Brígida" de Bonilla                       |
| 2002      | Las González                       | Venevisión              | Azucena Martínez                                    |
| 2002      | Mi gorda bella                     | RCTV                    | Eva Lanz Alvarado Vda. de Villanueva                |
| 2002      | Géminis, venganza de amor          | RTVE                    | Emperatriz                                          |
| 2003      | La Invasora                        | RCTV                    | Inés Guerra                                         |
| 2006      | Voltea pa' que te enamores         | Venevisión              | Gladis López                                        |
| 2008      | ¿Vieja yo?                         | Venevisión              | Margot Batalla de Ramírez                           |
| 2010      | Harina de otro costal              | Venevisión              | Maigualida de Hernández                             |
| 2010-2011 | La mujer perfecta                  | Venevisión              | Ella misma                                          |
| 2011      | A corazón abierto                  | RCN Televisión          | Estela Henao                                        |
| 2013      | Los secretos de Lucía              | Venevisión              | Ayra Mesutti de Reina                               |
| 2014      | Corazón esmeralda                  | Venevisión              | Federica del Rosario Pérez                          |
| 2017      | Rica, famosa, latina               | Estrella TV             | Ella misma                                          |
| 2018      | Mi Marido Tiene Razon (telenovela) | Id Red Canal Television | Rosario Rodriguez Fernandez viuda de Gonzalez       |
| 2019      | Maria Lucia (telenovela de 2019)   | Id Red Canal Television | Doña Maria Rodriga Fernandez Gonzalez de Rodriguez  |
| 2020      | Maria Helena (telenovela de 2020)  | Id Red Canal Television | Doña Rosario Rodriguez de Amengual                  |
| 2021      | Laura (telenovela de 2021)         | Id Red Canal Television | Doña Mariela Fernandez de Gonzalez                  |
| 2022      | El Amor tiene Cara de Mujer        | Id Red Canal Television | Doña Catalina Rodriguez de Amengual                 |
| 2023      | Dramaticas                         | Hispanomedios           | Catalina Montenegro                                 |

### Cine
| Año  | Título                       | Rol                |
| ---- | ---------------------------- | ------------------ |
| 1991 | Terra Nova                   | Noemi              |
| 2002 | Acosada en Lunes de Carnaval | Florencia          |
| 2007 | Miranda Regresa              | Catalina La Grande |
| 2013 | Liz en Septiembre            | Dolores            |
| 2024 | Padres                       | Cayetana           |

### Teatro
| Año            | Título                                        | Autor                                  |
| -------------- | --------------------------------------------- | -------------------------------------- |
| 1978           | El Ministro Tiene un Plan                     | -                                      |
| 1979           | La Jaula de la Locas                          | Jean Poiret                            |
| 1980           | Ardele o la Margarita                         | Jean Anouilh                           |
| 1981           | Una Noche Oriental                            | José Ignacio Cabrujas                  |
| 1982           | Una Noche de Reyes                            | William Shakespeare                    |
| 1983           | De su Puño y Letra, John Lennon               | Enrique Porte                          |
| 1984           | Golpes a mi Puerta                            | Juan Carlos Gené                       |
| 1985           | Pedazos                                       | Ricardo Lombardi                       |
| 1987           | Las Paredes Oyen                              | Ruiz Alarcon                           |
| 1988           | Asia y el Lejano Oriente                      | Isaac Chocrón                          |
| 1989           | Panaroma desde el puente                      | Arthur Miller                          |
| 1991           | El Último Amante                              | Neil Simon                             |
| 1992           | El Americano Ilustrado                        | José Ignacio Cabrujas                  |
| 1993           | El Espíritu Burlón                            | Noel Coward                            |
| 1994           | El Pez que Fuma                               | Roman Chalbaud & José Ignacio Cabrujas |
| 1996 - Hoy Día | El Aplauso va por Dentro                      | Mónica Montañés                        |
| 2000           | Los Monólogos de la Vagina                    | Eve Ensler                             |
| 2001           | Antidivas: Mimi Lasso & María Conchita Alonzo | Manuel Mendoza & Alejandro Aragón      |
| 2004           | No seré feliz, pero tengo Marido!"            | Viviana Gómez Thorpe                   |
| 2005           | La Cenicienta                                 | Versión de Natalia Martínez            |
| 2006           | Infielmente Tuyo                              | Neil Simon                             |
| 2007           | "Golpes a mi Puerta"                          | Juan Carlos Gené                       |
| 2008           | Las quiero a las dos                          | Ricardo Taleskik                       |
| 2009-2012      | A 2.50 La Cuba Libre                          | Ibrahim Guerra                         |
| 2013-2015      | A mi Gordo no me lo quita nadie               | Luis Fernández                         |
| 2015           | Las Quiero a las Dos                          | Ricardo Taleskik                       |

## Vida personal
Mimí fue esposa del actor venezolano Jean Carlo Simancas y tuvo una relación con el dramaturgo José Ignacio Cabrujas. Actualmente está casada con el escritor y actor de televisión Luis Fernández. 
La familia Lazo tiene varias estrellas, su hija, Sindy Lazo también actriz, su hermano Henrique Lazo, comediante, locutor de radio y productor, y su sobrino Andrés Lazo, actor, cantante y compositor.